# Бёюк-Кирс
Бёюк-Кирс (азерб. Böyük Kirs — Большой Кирс) — горная вершина в Азербайджане, одна из самых высоких вершин Карабахского хребта. Высота Бёюк-Кирса составляет 2725 метров. Гора сложена из вулканогенно-осадочных горных пород среднего юрского периода. Гора Бёюк-Кирс расположена на стыке Ходжавендского и Шушинского районов. На этой горе берёт своё начало река Аллычай.

## Этимология
Гора называна Большим Кирсом в противоположность горе Кичик Кирс — Малому Кирсу. Кирс означает «набухший холм, крутая гора».